# Сибиряковская улица
Сибиряко́вская у́лица — улица на севере Москвы в районе Свиблово Северо-Восточного административного округа между Беринговым проездом и проездом Нансена. В прошлом улица входила в состав бывшего города Бабушкин как Пионерская улица, переименована в 1964 году для устранения одноимённости после вхождения в состав Москвы.
Названа по острову Сибирякова в Енисейском заливе, который в свою очередь получил название в честь исследователя Александра Михайловича Сибирякова.

## Расположение
Сибиряковская улица проходит так же как Уржумская улица с востока на запад, начинаясь от Берингова проезда, пересекает улицу Амундсена и заканчивается на проезде Нансена.

## Учреждения и организации
- Дом 5 — Объединенные электротехнические заводы.